# Grand Colombier
Der Grand Colombier ist ein 1534 Meter hoher Gipfel im französischen Teil des Jura.

## Geographie
Der Grand Colombier gehört zum Bugey. Er liegt nördlich von Culoz im Rhone-Tal, nördlich des Lac du Bourget an der Grenze zwischen den Départements Ain und Haute-Savoie. Der Grand Colombier besteht vorwiegend aus Kalkstein.

## Besonderheiten
Über den Berg führt die D 120 von Ost nach West, außerdem die D 120 über den Col du Grand Colombier. Der Pass liegt auf einer Höhe von 1498 Metern. Die Strecke wird häufig für Straßenradrennen genutzt, da sie bei Auffahrt über die ab Virieu-le-Petit 8,3 km lange Westrampe Steigungen bis zu 20 Prozent bietet und zu den schwersten in Frankreich gehört. 2012 wurde der Pass zum ersten Mal während der Tour de France befahren. Im Jahr 2020 fand erstmals eine Zielankunft auf dem Grand Colombier statt. Die 13. Etappe der Tour de France 2023 endete ebenfalls mit einer Bergankunft auf dem Grand Colombier. Die Auffahrt auf die Passhöhe erfolgt von der Südseite über Culoz. Diese Strecke ist etwa 10 km länger als von der Westseite und bietet Steigungen bis zu 14 Prozent.
Auf dem Nordgipfel (1524 m) ist ein großes Stahlkreuz angebracht. Bei gutem Wetter kann man die Alpen und den Mont Blanc sehen.